# البديل للتقدم الاجتماعي
البديل التقدم الاجتماعي (بالإسبانية: Alternativa de Avanzada Social) هو حزب سياسي في كولومبيا. في الانتخابات التشريعية التي جرت في 10 مارس 2002، فاز الحزب، باعتباره أحد الأحزاب الصغيرة العديدة، بالتمثيل البرلماني.